# 從最遠步行5分鐘
《從最遠步行5分鐘》是由創作的日本漫畫，2020年4月至2021年7月於《月刊Comic Bunch》（月刊コミックバンチ）連載。改編真人電視劇由2022年10月1日至11月26日於BS東視「週六電視劇9」（土曜ドラマ9）時段播映，岡田結實主演。

## 電視劇

### 演員列表
- 幸田李子：岡田結實
- 是枝息吹：栁俊太郎
- 大森膳：竹財輝之助
- 白石夕雨子：內山理名

## 外部連結
- 漫畫官方網站 （页面存档备份，存于）（日語）
- 電視劇官方網站（日語）
  - 電視劇的X（前Twitter）
  - 電視劇的Instagram帳戶